# Explosión en el puerto de Bandar Abbás de 2025
El 26 de abril de 2025, ocurrió una explosión en el puerto de Bandar Abbas, en el sur de Irán, matando al menos a 65 personas e hiriendo a más de 1200, según los reportes recientes. La explosión, que se produjo alrededor de las 12:20 hora local, se originó en varios contenedores en la zona del muelle del puerto, que posiblemente contenían materiales peligrosos o productos químicos como perclorato de sodio, un químico utilizado en el combustible para misiles. La explosión se produjo en medio de las conversaciones entre Estados Unidos e Irán sobre el programa de misiles balísticos de Irán.

## Explosión
El 26 de abril de 2025, aproximadamente a las 12:10 de hora local, se produjo una gran explosión en el patio de contenedores de Sina, dentro del puerto. La explosión se originó en varios contenedores, posiblemente conteniendo materiales peligrosos y sustancias químicas, perclorato de sodio, que se utilizan para fabricar combustible para misiles. La explosión produjo un gran incendio y una columna de humo negro visible a kilómetros de distancia. La onda expansiva destrozó ventanas y provocó daños estructurales en edificios a varios kilómetros de distancia. Al menos un edificio se derrumbó debido a la explosión. Según informes, la explosión se escuchó hasta la isla de Qeshm, ubicada a 26 kilómetros (16,2 mi) al sur de Bandar Abbas, y se sintió a una distancia de 50 kilómetros (31,1 mi) del sitio.

## Víctimas y respuesta a emergencias
Al menos 65 personas murieron en la explosión, mientras que más de 1200 resultaron heridas. También se informó de la desaparición de seis personas. El consulado chino en Bandar Abbas dijo que tres ciudadanos chinos sufrieron heridas leves. Los servicios de emergencia, incluida la Media Luna Roja Iraní, enviaron equipos de respuesta rápida al lugar. Las personas heridas fueron evacuadas y transportadas a instalaciones médicas cercanas y hasta Shiraz. Se realizaron esfuerzos para controlar y extinguir el incendio utilizando helicópteros que vertieron agua sobre el fuego desde arriba. Sin embargo, esto sólo se hizo después de algunas horas de iniciado el incendio. Las operaciones portuarias se suspendieron temporalmente para facilitar las actividades de respuesta a emergencias. Se ordenó el cierre de escuelas y oficinas de la zona el 27 de abril.